# Lực lượng Biệt kích Quân đội Quốc gia Afghanistan

Một binh sĩ thuộc lực lượng Biệt kích Afghanistan đang cảnh giới trên điểm cao

Lực lượng Biệt kích Quân đội Quốc gia Afghanistan (Afghan National Army Commando Corps; trước đây gọi là Lữ đoàn Biệt kích ANA hay Tiểu đoàn Biệt kích ANA) là một lực lượng biệt kích của Quân lực Quốc gia Afghanistan (ANA). Đây là lực lượng được đặc nhiệm SEAL của hải quân Mỹ và quân đội Anh huấn luyện và đào tạo một cách bài bản. Trong cuộc nổi dậy của Taliban, lực lượng biệt kích chiếm 7% Lực lượng An ninh Quốc gia Afghanistan nhưng đã đảm nhiệm tiến hành 70% đến 80% các cuộc giao tranh. Cơ cấu tổ chức đơn vị dựa trên Trung đoàn 75 Biệt động quân (75th Ranger Regiment). Sau sự sụp đổ của Kabul và sự tan rã của ANA cũng như Cộng hòa Hồi giáo Afghanistan, lực lượng biệt kích hầu như đã bị giải thể, các thành viên của lực lượng này phải đào tẩu, lưu tán nhiều nơi.

## Lịch sử
Tiểu đoàn chiến đấu của lực lượng biệt kích đầu tiên được thành lập từ các tiểu đoàn bộ binh cơ hữu. Đầu năm 2007, một chương trình mới bắt đầu lấy một bộ binh thông thường kandak (tiểu đoàn) từ mỗi quân đoàn ANA khu vực, huấn luyện và trang bị đặc biệt cho lực lượng này, đồng thời tổ chức lại dựa trên Trung đoàn Kiểm lâm 75  của Quân đội Hoa Kỳ. Mỗi tiểu đoàn được giao cho một trong sáu quân đoàn khu vực. Việc huấn luyện được tiến hành tại Trung tâm Huấn luyện Đặc công Morehead (trại Rish Khor), một cơ sở lâu năm của Quân đội Afghanistan nằm ở phía nam Kabul. Vị trí của Trại được báo cáo là đặt ở tỉnh Wardak hoặc tỉnh Kabul.
Trong Cuộc tấn công của Taliban năm 2021, xảy ra sự kiện 22 Biệt kích đã bị Taliban hành quyết ở Tỉnh Faryab sau khi đầu hàng. Trong khi Taliban được biết là thể hiện sự khoan hồng đối với những quân nhân bình thường trong quân đội ANA thì các phi công Biệt kích và binh sĩ trong Không quân Afghanistan là mục tiêu đặc biệt của Taliban. Sau sự thất thủ của Kabul trước Taliban, vào ngày 17 tháng 8 năm 2021, một số lính biệt kích của ANA được cho là sẽ di chuyển đến tỉnh Panjshir để tham gia vào Mặt trận Kháng chiến Quốc gia Afghanistan. Khoảng 500–600 binh sĩ Afghanistan chủ yếu là lính biệt kích được cho là cũng đã từ chối đầu hàng ở Kabul và thay vào đó hợp tác với lực lượng Hoa Kỳ tại Sân bay Quốc tế Hamid Karzai, giúp họ bảo vệ vành đai bên ngoài của sân bay trong cuộc sơ tán khỏi Afghanistan. 

## Hiện nay
Sau cùng, có khoảng 20.000 đến 30.000 lính biệt kích tình nguyện đã bị bỏ lại khi Mỹ hoàn tất việc rút quân khỏi Afghanistan, chỉ có vài trăm sĩ quan cấp cao trong lực lượng được sơ tán trước khi Taliban lên nắm quyền trở lại tại Afghanistan. Một số lính biệt kích Afghanistan đã được di tản sang Anh. Vào ngày 01 tháng 9 năm 2021, tạp chí Forbes đưa tin rằng Vương quốc Anh đang dự tính tuyển dụng những biệt kích đã di tản này vào Quân đội Anh. Một số chính trị gia Anh kêu gọi quân đội nước này thành lập một trung đoàn mới từ lực lượng biệt kích, thu nạp lực lượng biệt kích của chính phủ Afghanistan. Các thành viên quốc hội từ Đảng Bảo thủ của Anh đã đề xuất thành lập một trung đoàn người Afghanistan mới, tương tự như lữ đoàn Gurkha
Vào tháng 10 năm 2022, các lực lượng vũ trang Nga được cho là đã bắt đầu tuyển mộ các cựu biệt kích Afghanistan tới Ukraine để tham chiến. Truyền thông hé lộ Moscow đang liên lạc với lực lượng tinh nhuệ từng được Mỹ đào tạo tại Afghanistan để thuyết phục họ gia nhập lực lượng Nga chiến đấu tại Ukraine nhằm đạt được lợi thế đáng gờm. Trong một cuộc phỏng vấn, Thiếu tướng Kyrylo Budanov xác nhận việc ghi nhận sự hiện diện của các cựu biệt kích Afghanistan được triển khai ở Ukraine. Nhiều cựu đặc nhiệm Afghanistan cho hay họ được công ty an ninh tư nhân thuộc tập đoàn Wagner của Nga mời gia nhập để tham chiến ở chiến trường Ukraina. Tuy nhiên, hiện chưa có thông tin phản hồi từ Nga và Iran về nghi vấn này.

## Hình ảnh

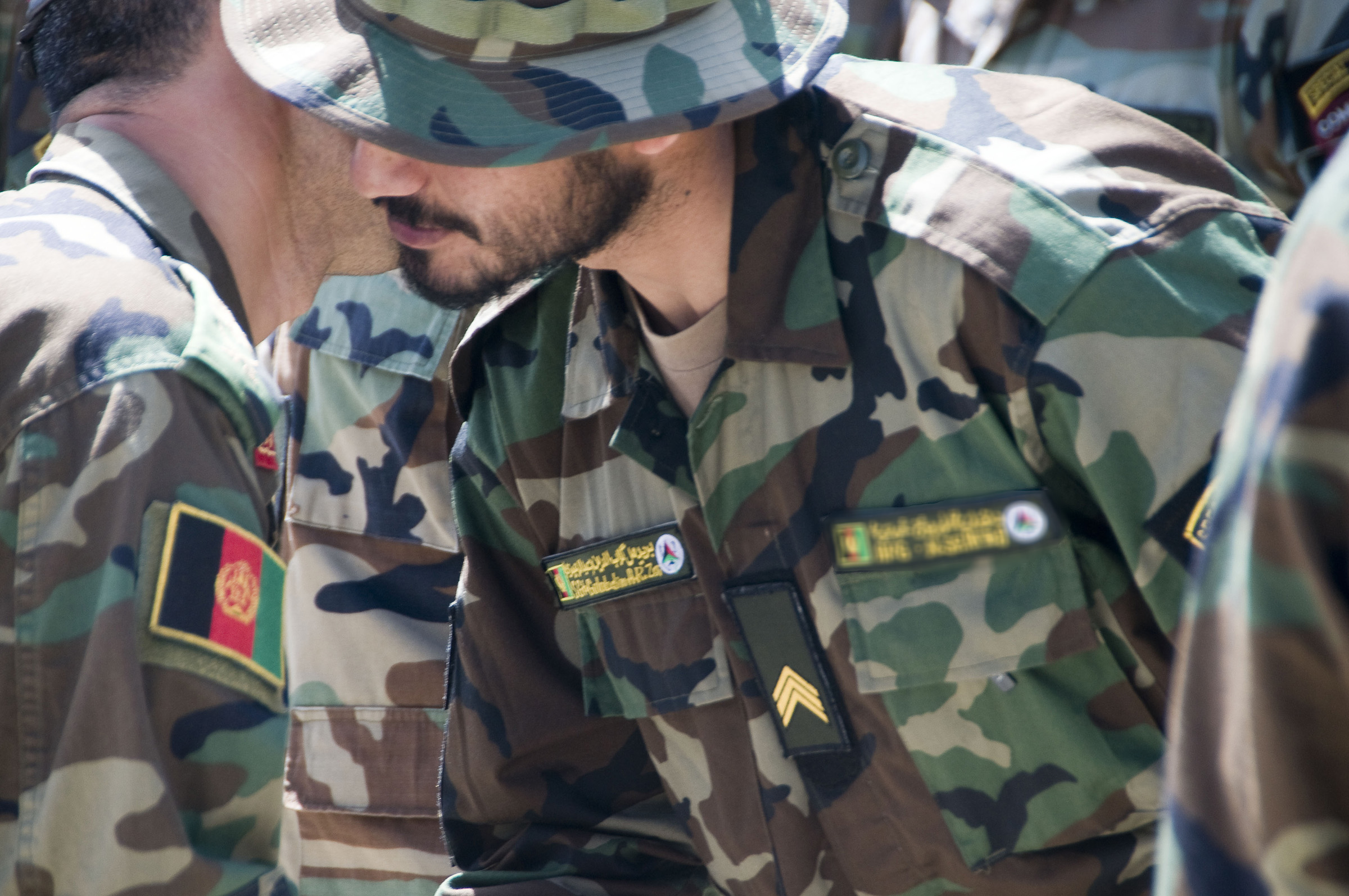
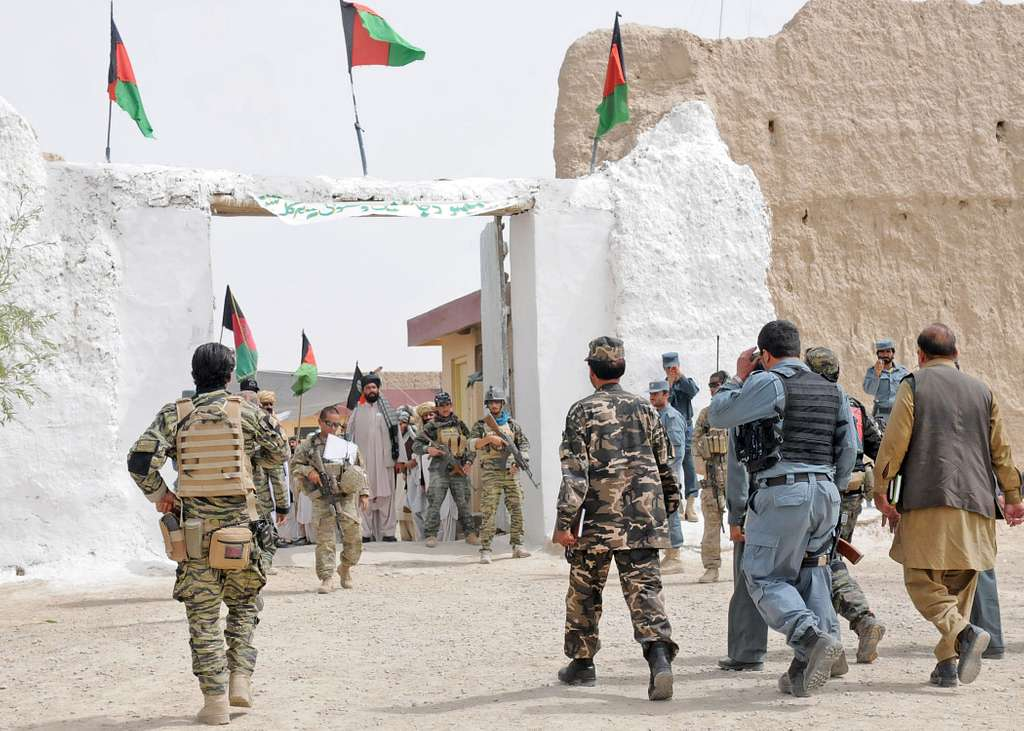
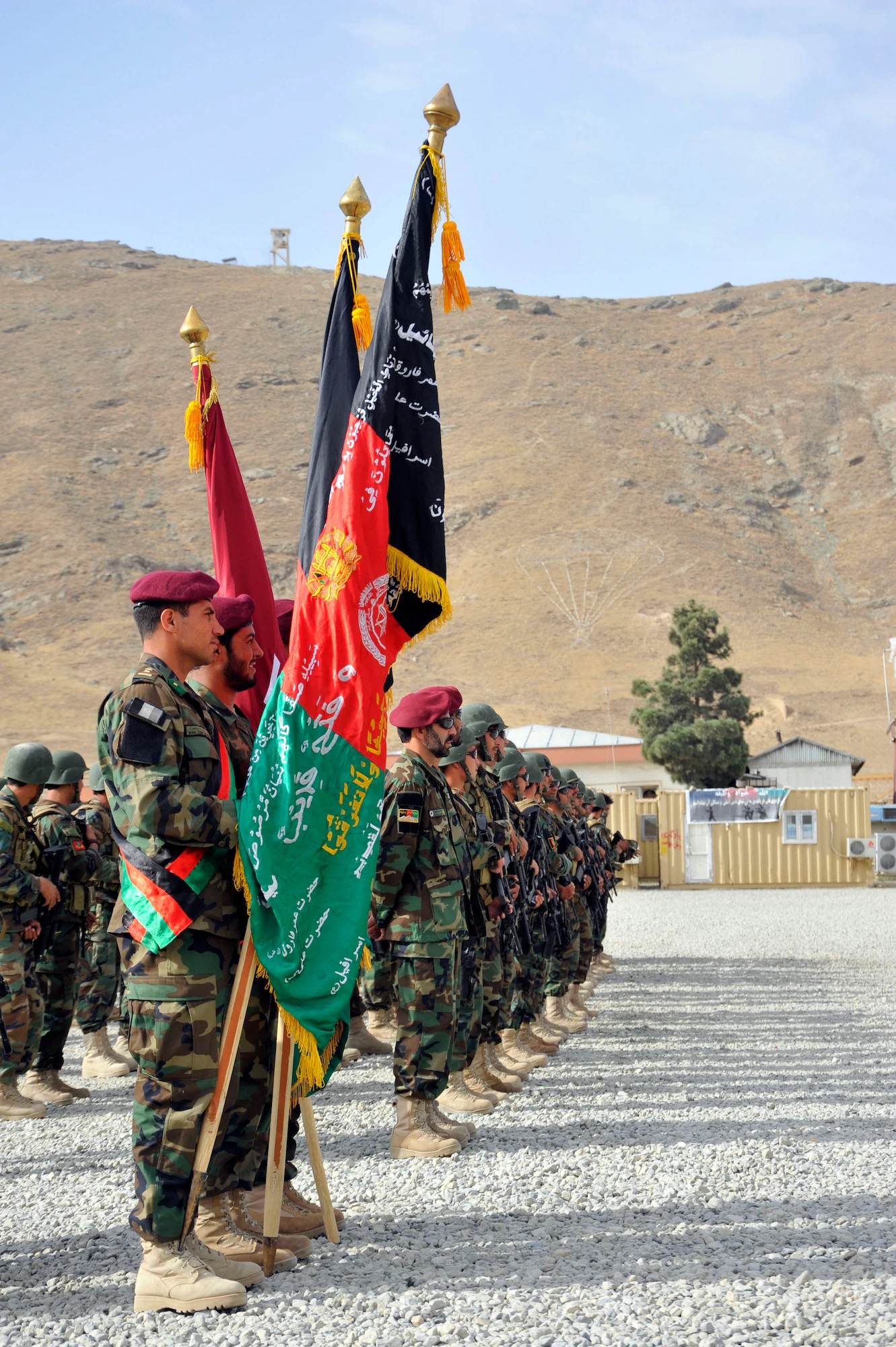